# Винтербах (Зонвалд)
Винтербах (њем. Winterbach) општина је у њемачкој савезној држави Рајна-Палатинат. Једно је од 119 општинских средишта округа Бад Кројцнах. Према процјени из 2010. у општини је живјело 471 становника. Посједује регионалну шифру (AGS) 7133115.

## Географски и демографски подаци
Винтербах се налази у савезној држави Рајна-Палатинат у округу Бад Кројцнах. Општина се налази на надморској висини од 355 метара. Површина општине износи 14,5 km². У самом мјесту је, према процјени из 2010. године, живјело 471 становника. Просјечна густина становништва износи 32 становника/km².

## Међународна сарадња
| Мјесто  | Држава   | Врста сарадње | Од    |
| ------- | -------- | ------------- | ----- |
| Ец      | Аустрија | партнерство   | 1986. |
| Јоши-Чо | Јапан    | партнерство   | 1995. |
| Извор   |          |               |       |